# Tanegashima Space Center
Het Tanegashima Space Center (Japans: 種子島宇宙センター, Tanegashima uchū sentā) (TNSC) is een van de ruimtevaartcentra van Japan. Het centrum bevindt zich in de gemeente Minamitane op Tanegashima, een eiland 115 kilometer ten zuiden van Kyushu. Het ruimtevaartcentrum werd opgericht in 1969 toen de National Space Development Agency of Japan (NASDA) werd opgericht. Het centrum is nu in handen van Japan Aerospace Exploration Agency (JAXA).

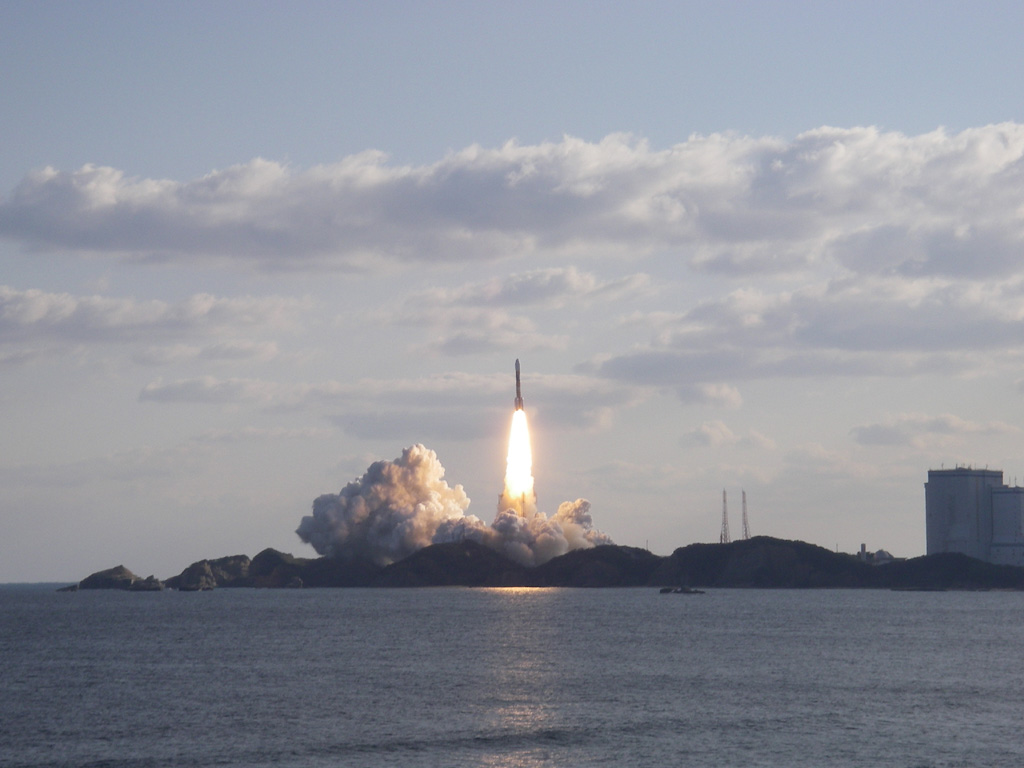
De H-IIA F11 wordt gelanceerd vanaf het Tanegashima Space Center

De activiteiten die onder andere plaatsvinden op TNSC zijn het bouwen, testen en lanceren van satellieten en raketten. Het is het grootste ruimtevaartontwikkelingscentrum van Japan.

## Faciliteiten
Er zijn verschillende faciliteiten bij het TNSC. Zo zijn er twee lanceercomplexen, Yoshinobu en Osaki. Ook zijn er twee lanceerplatformen, een voor lichtere ruimtevaartuigen (tot 2 ton voor een geostationaire baan) en een voor zwaardere ruimtevaartuigen (2-4 ton). Verder staan er gebouwen voor het in elkaar zetten van ruimtevaartuigen en om toezicht te houden op reeds gelanceerde satellieten.